# Rhynchostegium nervosum
Rhynchostegium nervosum là một loài rêu trong họ Brachytheciaceae. Loài này được Kiaer ex Renauld Broth. ex Cardot mô tả khoa học đầu tiên năm 1915.